# دانيال سي. إستي
دانيال سي. إستي هو قانوني وسياسي أمريكي، ولد في 6 يونيو 1959 في ماساتشوستس في الولايات المتحدة. نشط حزبياً في الحزب الديمقراطي.